# Странствия Салливана
«Стра́нствия Са́лливана» (англ. Sullivan's Travels) — комедийный фильм режиссёра Престона Стёрджеса, выпущенный в 1941 году. В 1990 году фильм был отобран в Национальный реестр фильмов.

## Сюжет
Молодой и уже известный голливудский режиссёр Джон Салливан предлагает на рассмотрение своим продюсерам проект нового фильма, сюжет которого касается темы бедности и страданий. В ответ продюсеры указывают герою на то, что он никогда сам не знал, что такое бедность и что, стало быть, он не сможет снять правдивое и достойное кино. У Салливана рождается гениальная, по его мнению, идея — переодеться бродягой и отправиться скитаться с 10 центами в кармане. Не поддавшись на уговоры продюсеров отказаться от данного плана, одним утром Джон, подобрав с помощью слуги себе одежду, собирается тронуться в путь. Однако от прибывших продюсеров он узнаёт, что в его туфли на всякий случай вложено удостоверение личности и что за ним будет постоянно передвигаться автобус, в котором будут находиться журналист, фотограф, повар и ряд других работников. Перед ними поставлена цель следить за передвижениями героя, ведя своеобразную хронику его путешествия. Недовольный этим Салливан останавливает автомобиль, за рулём которого сидит мальчишка, и на большой скорости пытается оторваться от преследователей, что приводит к ряду комичных ситуаций. Остановившись, Джон договаривается с командой, чтобы они, если не хотят больше оказаться в какой-нибудь передряге, ехали в Лас-Вегас, куда со временем прибудет и он сам.
Нанявшись рабочим в дом к вдове, уже через некоторое время Салливан ночью сбегает от неё, не выдержав приставаний с стороны одинокой женщины. На попутке он добирается до Голливуда, где в одном из кафе его, одетого как бедняка, угощает завтраком красивая блондинка. Из разговора с ней Джон узнаёт, что девушка пыталась стать актрисой, но потерпела неудачу, потеряла жильё и хочет теперь вернуться домой. От имени уехавшего друга-режиссёра он предлагает ей своё жильё, но блондинка отказывается. Однако Салливан не сдаётся и, попросив девушку подождать, через некоторое время приезжает за рулём дорого автомобиля, взятого якобы у того самого друга. Вскоре они оказываются задержаны полицией, так как машину объявили в угон. Вызволив себя и новую знакомую, по дороге домой Салливан признаётся ей, кем является на самом деле. Он решает продолжить дальше свои странствия, но неожиданно девушка проявляет к его эксперименту активный интерес и уговаривает Салливана взять её с собой.
Через некоторое время они уже оба, переодевшись бродягами, добираются в холодном и дурно пахнущем вагоне до Лас-Вегаса. Переночевав  какое-то время на улице, а затем и в ночлежке для бедняков, где у режиссёра крадут туфли, они возвращаются домой. Прежде, чем окончательно расстаться с образом, Джон желает разменять 1000 долларов пятёрками и раздать их вечером бедным. На вопрос девушки, останутся ли они вместе, он отвечает, что не может из-за своей жены, с которой он давно не живёт и которая не даёт ему развода (в своё время он женился на ней по совету его бизнес-менеджера, чтобы сэкономить свой подоходный налог, но в итоге аппетиты супруги оказались куда дороже налогов).
Выйдя вечером, Джон раздаёт деньги всем подряд, пока его щедрость не подмечает один из бродяг. Он крадётся за режиссёром, а затем, на перроне, оглушает его и затаскивает в вагон, где отбирает все деньги. Вагон с героем, находящимся в бессознательном состоянии, подсоединяют к паровозу, и он отъезжает. Алчный бродяга попадает под другой поезд и погибает. На следующее утро начинаются поиски пропавшего героя, пока в одном из моргов не находят обезображенное до неузнаваемости тело бродяги, в туфлях которого находят удостоверение на имя Салливана. Режиссёра признают мёртвым.
В это время Джон, придя в себя, обнаруживает, что находится в поезде, который прибывает на незнакомую станцию. Не оправившись до конца от оглушающего удара, он вступает в ссору с железнодорожным рабочим, который решает применить силу, чтобы выгнать бродягу-грубияна из депо. Разозлившись, Джон камнем наносит два удара в лицо обидчику. В суде его, не сумевшего вспомнить своё имя, приговаривают к шести годам каторжных работ. По прибытии в места заключения Салливан сразу портит свои отношения с начальником, который за ряд «проступков» строго наказывает его. Однако благодаря заступничеству одного старика ему разрешают вместе с другими посетить сеанс кино, который должен состояться в местной церкви. Режиссёра приводит в изумление смех, который вызывает демонстрируемый мультфильм у всех окружающих, но через некоторое время он и сам начинает смеяться вместе с другими.
Случайно Салливану попадается газета, из которой он узнаёт о собственной смерти и всё вспоминает. Задаваясь мыслью, как добиться того, чтобы его фото было напечатано в газетах и было узнано, Салливан находит решение: он признаётся начальнику в убийстве самого себя. Фото публикуют, его замечают друзья — и вот уже Салливан идёт в окружении репортёров. Узнав, что его жена успела выйти замуж, он признаётся в самолёте девушке, что теперь готов остаться с нею. На согласие продюсеров снимать фильм по его прежнему проекту Джон отвечает, что хочет снять комедию, потому что теперь он знает, какую ценность они приносят обществу и особенно тем людям, у которых единственной доступной радостью является только их смех.

## В ролях
| Актёр             | Роль                                        |
| ----------------- | ------------------------------------------- |
| Джоэл Маккри      | Джон Салливан                               |
| Вероника Лейк     | девушка                                     |
| Роберт Уорик      | мистер Лебранд                              |
| Уильям Демарест   | мистер Джонас                               |
| Франклин Пэнгборн | мистер Казалзис                             |
| Портер Холл       | мистер Хэдриан                              |
| Роберт Грейг      | дворецкий Салливана                         |
| Маргарет Хейз     | секретарша                                  |
| Дьюи Робинсон     | Чарли, шериф (в титрах не указан)           |
| Монти Блю         | полицейский в трущобах (в титрах не указан) |
| Билли Блэтчер     | артист в больнице (в титрах не указан)      |

## Наследие
Фильм получил признание Американского института киноискусства в следующих списках:
- 2000 год: 100 самых смешных американских фильмов за 100 лет по версии AFI — № 39
- 2006 год: 100 самых вдохновляющих американских фильмов за 100 лет по версии AFI — № 25
- 2007 год: 100 лет AFI ... 100 фильмов (выпуск к 10-летию) — № 61

## Награды и номинации
| Год  | Премия                              | Категория             | Имя | Результат |
| ---- | ----------------------------------- | --------------------- | --- | --------- |
| 1942 | Национальный совет кинокритиков США | Лучшие десять фильмов |     | Победа    |